# 岡山市立建部小学校
岡山市立建部小学校（おかやましりつ たけべしょうがっこう）は、岡山県岡山市北区建部町富沢にある公立小学校である。2012年からユネスコ・スクールに認定されている。

## 概要
岡山市北区の北端に位置する建部町の中央部を校区とする。

## 教育目標
- 学校教育目標は、「心豊かにたくましく生きる児童の育成」[2]。

## 沿革
- 1873年（明治6年） - 中田村の御茶屋に学校設置（後の建部小学）。建部上村の今福小学もこの頃の創立と思われる[2]。
- 1879年（明治12年）9月 - 教育令により小学を小学校と改称[2]。
- 1885年（明治18年）1月 - 今福小学校で火災[2]。
- 1885年（明治18年）2月 - 今福小学校（建部上村）、建部小学校（中田村）が統合され、建部尋常小学校が成立[2]。
- 1887年（明治20年）5月 - 市場村に校舎建築[2]。
- 1908年（明治41年）4月1日 - 建部尋常小学校に高等科が併置され、建部尋常高等小学校と改称[2]。
- 1934年（昭和9年）4月1日 - 上建部尋常高等小学校および建部尋常高等小学校とに分離[2]。
- 1941年（昭和16年）4月1日 - 国民学校令により、上建部国民学校および建部国民学校と改称[2]。
- 1947年（昭和22年）4月1日 - 学制改革により、建部町立上建部小学校および建部小学校と改称[2]。
- 1948年（昭和23年）4月1日 - 上建部小学校と建部小学校が統合され、建部小学校となる[2]。
- 1955年（昭和30年）2月1日 - 建部町成立に伴い、建部町立建部小学校となる。
- 1964年（昭和39年）4月1日 - 竹枝小学校大田分校が廃止され、大田地区が建部小学校の学区となる[2]。
- 2007年（平成19年）1月22日 - 建部町が岡山市に編入されたことに伴い、岡山市立建部小学校に改称。
- 2012年（平成24年）4月1日 - ユネスコ・スクール加盟校となる[1]。

## 通学区域
- 岡山市北区建部町のうち、建部上、宮地、富沢、田地子、桜、市場、中田、西原、大田の全域と、品田の一部（元品田集落を除く地域）。

## 主な進学先
公立学校の場合は、岡山市立建部中学校へ進学する。　

## アクセス
- JR津山線福渡駅あるいは建部駅から徒歩20分。

## 周辺
- 国道53号
- 津山線建部駅
- たけべの森公園

## 通学区域が隣接している学校
- 岡山市立福渡小学校
- 久米南町立神目小学校
- 赤磐市立仁美小学校
- 岡山市立竹枝小学校
- 岡山市立御津小学校
- 吉備中央町立津賀小学校
- 吉備中央町立円城小学校